# 比斯开银行大楼

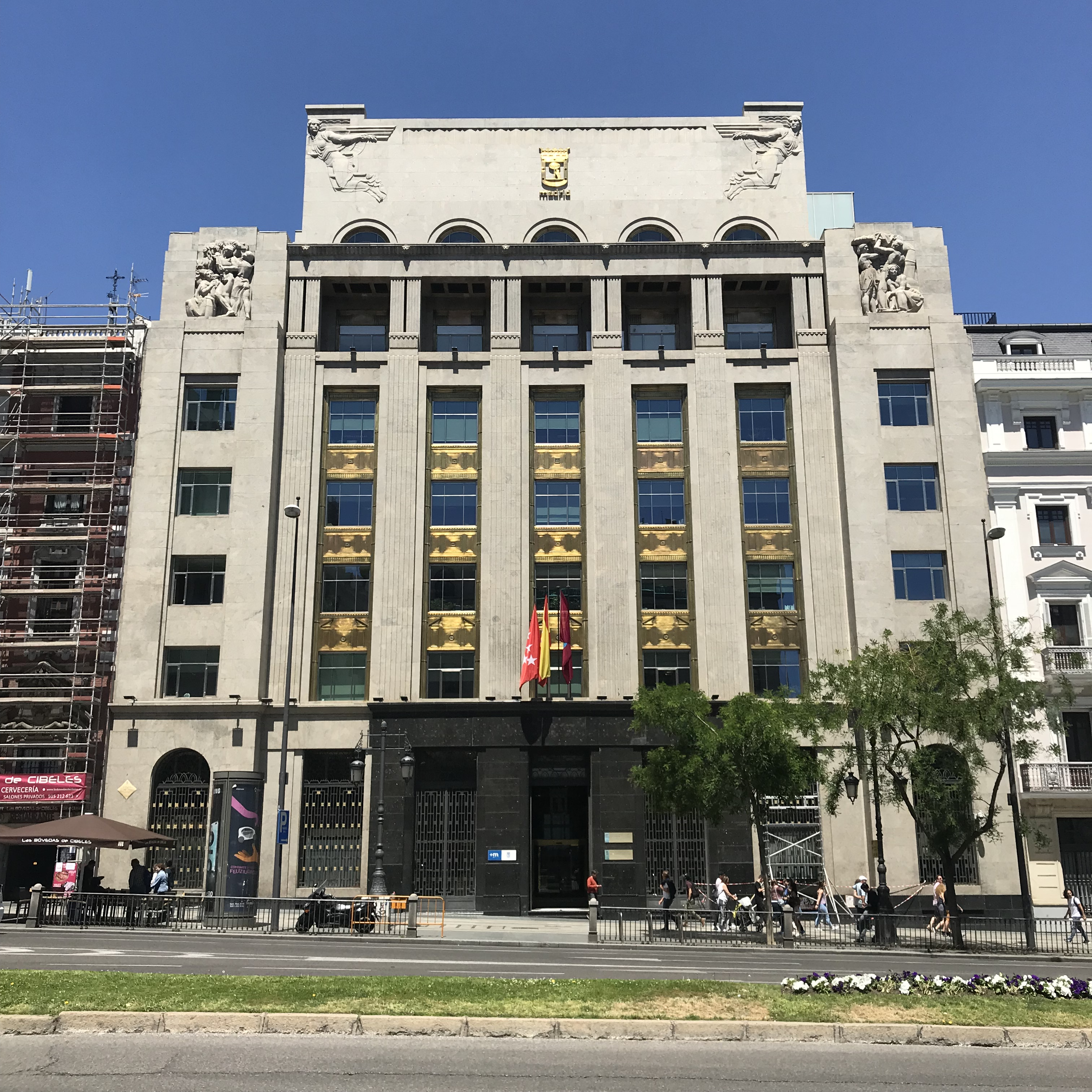

比斯开银行大楼（edificio del Banco Vizcaya）是一座历史建筑，位于马德里阿尔卡拉街45号。 它建于，建于1931年至1933年。目前，它是马德里市议会经济、财政和公民委员会的所在地。

## 历史
1918年，比斯开银行在马德里开设了第一家分行1929年，马德里阿波罗剧院倒闭。其建筑为比斯开银行收购并拆除，用于建造分行大楼。 1930年，毕尔巴鄂建筑师曼努埃尔·伊格纳西奥·加林德斯·扎巴拉（Manuel Ignacio Galíndez Zabala）接受比斯开银行的委托，设计马德里新分行。 1931年至1934年，来自百慕大的自然建筑师费尔南多·阿尔扎登·伊巴拉（Fernando Arzadún Ibarrarán）负责施工。与此同时，建筑师还设计位于巴塞罗那加泰罗尼亚广场的银行新分行。

## 特征
建筑师希望与邻近的建筑保持一致，即圣若瑟堂（iglesia de San José）和乌尔基霍银行（现在是国家市场和竞争委员会的所在地）。
2021年7月25日,阳光景观街区公布为世界遗产，比斯开银行大楼就位于街区的边界上。